# Bruno Cerella
Bruno Cerella (Bahía Blanca, 30 luglio 1986) è un ex cestista argentino con cittadinanza italiana.

## Caratteristiche tecniche
Ala piccola di 194 cm che può giocare anche da guardia, Cerella viene descritto come un giocatore atletico dotato di grande potenza, che fa dell'energia una delle proprie doti principali.

## Carriera
Alto 194 cm per 93 kg, gioca principalmente nel ruolo di ala piccola ma può giocare anche come guardia.
Nel settembre 2004, all'età di 17 anni, lascia l'Argentina ed arriva in Italia per fare esperienza in un club di Serie C2: il GS Basket Massafra, in cui militavano alcuni suoi connazionali. Non trovando spazio in prima squadra decide di cambiare e di trasferirsi a Senise (Basilicata), dove trova maggiore spazio; con i lucani vince la poule retrocessione e partecipa ai play-off promozione di C2. Da lì in poi è un'ascesa continua. Si trasferisce alla Pallacanestro Salerno in C2 dove si fa notare per essere un giocatore dai grandi mezzi fisici, vince il campionato di C2 e dalla stagione successiva gioca in B2, più precisamente a Potenza dove non solo vince nuovamente il campionato ma viene eletto tra i migliori giocatori della lega per punti (quinto con 16,8 a partita) e valutazione (secondo con 20,8 a partita).
Dopo tre anni da protagonista nelle serie minori viene convocato, oltre che dalla nazionale LNP Under-22 di Walter De Raffaele, anche da quella maggiore di Carlo Recalcati, seppur sperimentale, con cui debutta il 26 maggio 2008 ad Alba Adriatica in un'amichevole contro l'Iran.
Nell'luglio del 2008 passa per la prima volta in Serie A con l'ingaggio biennale da parte di Teramo. Nelle prime due stagioni in canotta abruzzese ha un utilizzo abbastanza limitato, rispettivamente 5,3 e 7,9 minuti di media. Per la stagione 2010-11 viene girato in prestito nel campionato di Legadue all'Assigeco BPL Casalpusterlengo, con cui mette a referto 12,6 punti a partita e 4,8 rimbalzi.
Nel campionato seguente torna a vestire la canotta biancorossa del Teramo Basket nella massima serie, ricoprendo un ruolo importante all'interno della squadra di coach Ramagli. Il 15 febbraio 2012 realizza il suo career high in Serie A segnando 27 punti nella vittoria interna contro Biella. Il 29 aprile, alla terzultima giornata di regular season contro Milano, subisce un grave infortunio al ginocchio che lo porta poi a sottoporsi ad un'operazione chirurgica. Chiude la stagione con 9,0 punti e 3,2 rimbalzi di media. Al termine dell'annata, la società teramana non si iscrive al torneo seguente per motivi economici.
Nonostante l'infortunio, il 26 agosto 2012 firma un contratto di tre anni con la Pallacanestro Varese. Il giocatore argentino fa il suo debutto stagionale il 10 marzo 2013, ad oltre dieci mesi dalla sua ultima presenza ufficiale, proprio per via del recupero dall'operazione al ginocchio dell'anno precedente. A fine campionato, complice anche una riduzione del budget, la società varesina esercita l'uscita dal contratto.
Il 26 luglio 2013, l'Olimpia Milano comunica di aver contrattualizzato Cerella con un accordo annuale. Pur con un apporto medio di 2,6 punti in 11,4 minuti a gara (diventati 2,3 punti in 8,1 minuti nel corso dei play-off), Cerella fa parte della rosa che a fine campionato vince lo scudetto. Confermato anche nelle annate seguenti, vince un secondo scudetto nel 2015-16, quando mette a referto 2,5 punti in 15,5 minuti in regular season e 3,0 punti in 12,9 minuti nei play-off. Durante la sua permanenza a Milano vince anche due Coppe Italia (2016 e 2017) e una Supercoppa Italiana (2016).
Nell'agosto del 2017 lascia l'Olimpia per passare in prestito alla Reyer Venezia. La sua prima stagione in orogranata si chiude con la conquista della FIBA Europe Cup (vinta dopo una doppia finale contro la Scandone Avellino) e con la sua conferma nel roster dell'annata seguente. Nel campionato 2018-19 i lagunari riescono a conquistare lo scudetto: Cerella, al suo terzo titolo di campione d'Italia nell'arco della carriera, in quella stagione fa registrare 6,9 punti in 10,0 minuti durante la regular season e 2,6 punti in 10,9 minuti durante i play-off. Nel corso della parentesi veneta vince anche la Coppa Italia 2020. A Venezia rimane per quattro stagioni, fino al termine dell'annata 2021-22.
In vista del campionato 2022-23, scende in Serie A2 con l'ingaggio da parte della Blu Basket Treviglio.

## Attività benefica
Dal 2013 è impegnato in Slums Dunk, un progetto che mira a migliorare, tramite il basket, le condizioni di vita dei bambini e giovani che vivono nella aree economicamente e socialmente degradate dell'Africa. Lo sport è un linguaggio comune che chiunque può parlare, è uno strumento che unisce, che non conosce limiti. Chiunque può giocare a basket: ovunque ci sia un canestro, con qualsiasi palla, con o senza scarpe, l'unica cosa che conta realmente è la motivazione per saltare e andare a canestro. Il basket non è solo competizione ma anche uno strumento che può essere facilmente utilizzato per trasmettere cultura, valori e competenze.
Slums Dunk costituisce una storpiatura del termine slam dunk (schiacciata) dove slum significa baraccopoli. Slums Dunk mira a migliorare le condizioni di vita dei bambini e dei giovani che vivono nella aree economicamente e socialmente degradate dell'Africa.
Nel 2014 Slums Dunk ha costruito il suo primo campo di pallacanestro nella baraccopoli di Mathare, Nairobi (Kenya). A Mathare si stima vivano 95 000 persone schiacciate in 1,5 km², il 50% della popolazione è composta da giovani con meno di 18 anni che risiedono in condizioni d'isolamento, con accesso limitati ai servizi primari come acqua, elettricità e servizi igienici. In tutta la baraccopoli non ci sono altri campi di pallacanestro. Slums Dunk ha attivato una scuola di minibasket che coinvolge 100 ragazzi, garantisce il libero accesso al campo da basket e supporta l'educazione ai life skills in 10 scuole informali della baraccopoli di Mathare con il coinvolgimento di circa 1 000 ragazzi Under-15. L'idea di Slums Dunk è quella di replicare ed espandere le attività in altre zone degradate d'Africa.

## Palmarès

### Club
- Campionato italiano: 3

Olimpia Milano: 2013-14, 2015-16
Reyer Venezia: 2018-19
- Coppa Italia: 3

Olimpia Milano: 2016, 2017
Reyer Venezia: 2020
- Supercoppa italiana: 1

Olimpia Milano: 2016
- FIBA Europe Cup: 1

Reyer Venezia: 2017-18